# 聖女歐斐米聖殿
45°27′27″N 9°11′19″E / 45.45750°N 9.18861°E

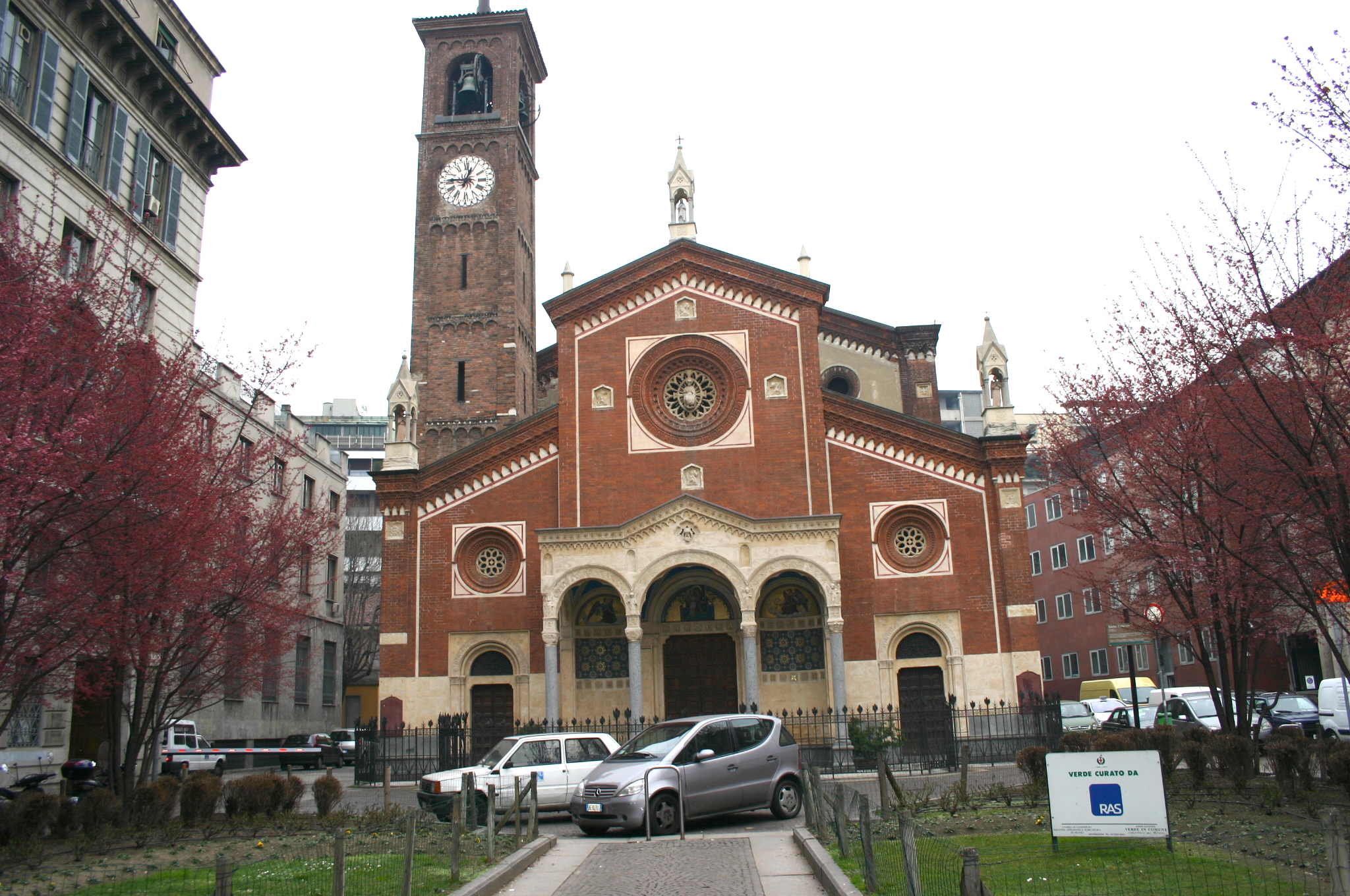

聖女歐斐米聖殿（Basilica di Sant'Eufemia）是意大利米蘭的一座教堂，始建於472年。這座教堂現在的建築竣工於1870年，外觀融合了羅馬式建築和哥特式建築。 